# Fallschirmaufklärer Kompanie 17

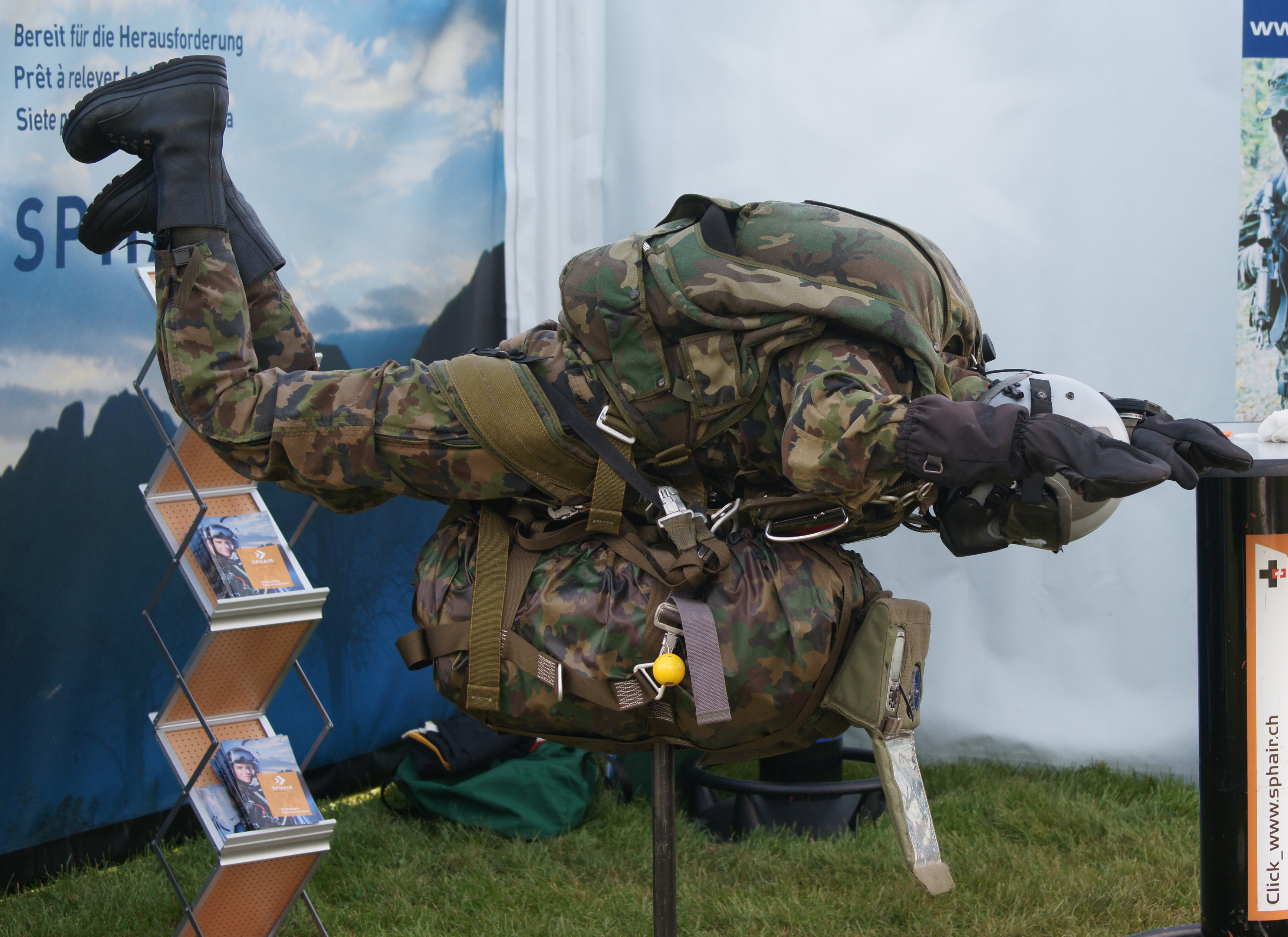
Uniform und Ausrüstung eines Soldaten der Fallschirmaufklärer Kompanie 17

Die Fallschirmaufklärer Kompanie 17 ist die einzige Fernspähereinheit der Schweizer Armee. Die Kompanie unterstand zusammen mit der Fallschirmaufklärerschule und -kurse 83 der Schweizer Luftwaffe. Seit dem 1. Januar 2011 ist sie dem Kommando Spezialkräfte unterstellt. Die Einheit wurde als Fallschirmgrenadier Kompanie 17 gegründet, dann in die Fernspäh Kompanie 17 umstrukturiert und später in Fallschirmaufklärer Kompanie 17 umbenannt. Trotz dieser Änderungen blieb die Zahl 17 im Namen der Kompanie erhalten. Deshalb werden die Fallschirmaufklärer oft auch 17-er genannt.

## Auftrag
Bei der Gründung der Einheit als Fallschirmgrenadier Kompanie 17 wurden dieser Einheit zwei Aufträge zugeteilt. Der erste Auftrag war eine verdeckte Operation hinter den feindlichen Linien oder im vom Gegner besetzten Territorium. Dieser Auftrag wurde von den sogenannten Jagdkriegern durchgeführt, die für ihre besonders erfolgreichen Kommandoeinsätze während Manövern bekannt wurden. Der zweite äusserst wichtige Auftrag war die Fernspähaufklärung bis zu 200 km hinter den feindlichen Linien oder im vom Gegner besetzten Raum. Das Durchführen von Kommandoeinsätzen hinter den feindlichen Linien wurde als Auftrag später aufgegeben und an die Grenadiere abgegeben. Der Hauptauftrag der Einheit ist seitdem die Aufklärung hinter den feindlichen Linien.

## Einsatz
Die Fallschirmaufklärer werden in 4–6 Mann starken Fallschirmaufklärertrupps eingesetzt. Sie können mit dem Fallschirm zu ihrem Einsatzort gebracht werden. Jeder Fallschirmaufklärer ist in der Lage automatische Fallschirmsprünge mit Rundkappenschirmen und im Military Freefall als HAHO oder HALO mit einem Gleitfallschirm durchzuführen. Ebenso können die Teams auch mit dem Hubschrauber zum Einsatzort verbracht werden. Von Absatzpunkt können sie sehr weite Strecken zu Fuss zurücklegen.

## Rekrutierung
Um Fallschirmaufklärer zu werden, muss man körperlich sowie geistig topfit sein. Ab einem Alter von 17 Jahren kann man an einem sogenannten Screening von SPHAIR teilnehmen. Dort werden einerseits die sportlichen Leistungen getestet, andererseits aber auch das Denkvermögen mittels Logiktest. Von den ungefähr 300 Anwärtern jährlich kommen ca. 100 weiter. Man hat nun die Möglichkeit, sich für den Fallschirmkurs 1 einzuschreiben. Dieser findet gewöhnlicherweise 9 bis 12 Monate später in der Nähe von verschiedenen Flugplätzen statt. Im ersten Kurs sind 25 Sprünge zu absolvieren. Nach Bestehen erhält man eine Einladung für den Fallschirmkurs 2. Hier nehmen von den ursprünglich 300 Anwärtern noch 60 teil. Dieser Kurs ist ähnlich aufgebaut wie der erste. Hinzu kommt, dass man die Chance hat, das private Fallschirmbrevet zu erhalten. Hat man auch diesen Kurs geschafft (ca. 40 Anwärter), wird man einer Eignungsabklärung im fliegerärztlichen Institut in Dübendorf unterzogen. Hier finden letzte Checks statt, ob man geeignet ist. Die verbliebenen Anwärter dürfen im darauffolgenden Januar die Rekrutenschule als Fallschirmaufklärer starten. Als Mitglieder der Einheit werden schlussendlich noch 6 bis 12 Mann brevetiert, was einer Quote von 2 bis 4 % entspricht.

## Besonderheiten
Die Fallschirmaufklärer Kompanie 17 hat in Zusammenarbeit mit dem Zentrum elektronische Medien der Schweizer Armee einen Action-Film mit dokumentarischem Charakter gedreht. Im Film mit dem Namen Beyond Enemy Lines geht es um zwei Fallschirmaufklärer-Teams, die während der Operation Eliane einen Einsatz hinter den feindlichen Linien durchführen. Im Film TOUCH THE LIMITS wird die Ausbildung zum Fallschirmaufklärer gezeigt.
Mitglieder der Fallschirmaufklärer Kompanie 17 zeigten neben der Patrouille Suisse, dem PC-7 Team, dem F/A-18 Hornet Solo Display und dem Super Puma Display Team ihre Absprünge an Veranstaltungen, an welchen die Schweizer Luftwaffe zu Gast war. Ab 2021 kamen spezielle Gruppenflüge mit Flaggen unter dem Namen Swiss Parawings zusätzlich zur Vorführung. Diese Vorführungen wurden per 1. Januar 2025 gestrichen, fortan sollten wieder nur noch die taktischen Absprünge gezeigt werden.